# Patch Adams
Pour les articles homonymes, voir Patch, Adams et Docteur Patch.
 (avril 2020).
Si vous disposez d'ouvrages ou d'articles de référence ou si vous connaissez des sites web de qualité traitant du thème abordé ici, merci de compléter l'article en donnant les références utiles à sa vérifiabilité et en les liant à la section « Notes et références ».
Patch Adams, né le 28 mai 1945 à Washington DC, est un médecin américain. Il fonde en 1971 la Gesundheit! Institute (en).

## Carrière
Il estime que c'est par l'amour et la compassion autant que par la médecine dite conventionnelle qu'il convient d'apporter du soin aux personnes malades. Il est auteur d'un manuel pour visiter les  personnes en souffrance, intitulé Docteur tendresse.
Il a déclaré[Quand ?] lors d'une interview dans une émission télévisée sud américaine que la réalité de ses bienfaits allait au-delà de ce que l'on peut percevoir dans le film Docteur Patch qui s'inspire de sa vie.
En 2014, il a été reçu à Montréal, à l'invitation de l'Université de Foulosophie[Quoi ?] de François Gourd ; il a notamment donné une conférence (Joy of Caring) au Théâtre Maisonneuve, devant plus de 800 personnes.
Il a écrit un livre biographique intitulé Gesundheit : Bonne santé, un remède par le rire.

## Vie privée
Marié avec Linda Equist pendant 23 ans, Patch Adams a deux garçons, Lhars et Zag, dont les noms officiels sont Lars Sig Edquist et Atomic Zagnut,.